# جان رایان (ناشر)
جان رایان (انگلیسی: John Ryan؛ زادهٔ ۲۲ دسامبر ۱۹۶۷) روزنامه‌نگار و ناشر اهل جمهوری ایرلند است.

## زندگی‌نامه
رایان در مونکستون، بخش دوبلین بزرگ شد و در کالج برادران مسیحی، مونکستون پارک تحصیل کرد. تعدادی از بستگان او، از جمله پدرش جان ریان، هنرمند اهل دوبلین، در صحنه هنر در دوبلین بسیار مشهور بودند. پدربزرگ او سی موس رایان یک سناتور در پارلمان ایرلند بود؛ در حالی که عمه‌اش (کاتلین رایان) بازیگر بود.